# Mandeville-en-Bessin
Mandeville-en-Bessin è un comune francese di 324 abitanti situato nel dipartimento del Calvados nella regione della Normandia.

## Società

### Evoluzione demografica
Abitanti censiti